# 장내중학교
장내중학교(墻內中學校)는 대한민국 경기도 남양주시 평내동에 있는 공립 중학교이다.

## 학교 연혁
- 2004년 1월 5일 : 장내중학교 설립 인가(30학급)
- 2005년 3월 1일 : 개교, 초대 박효일 교장 취임
- 2006년 2월 14일 : 제1회 졸업 (34명)
- 2023년 1월 6일 : 제18회 졸업(271명, 총 4,872명)
- 2023년 3월 2일 : 제6대 유정미 교장 취임
- 2024년 3월 4일 : 9학급(270명)입학

## 갤러리

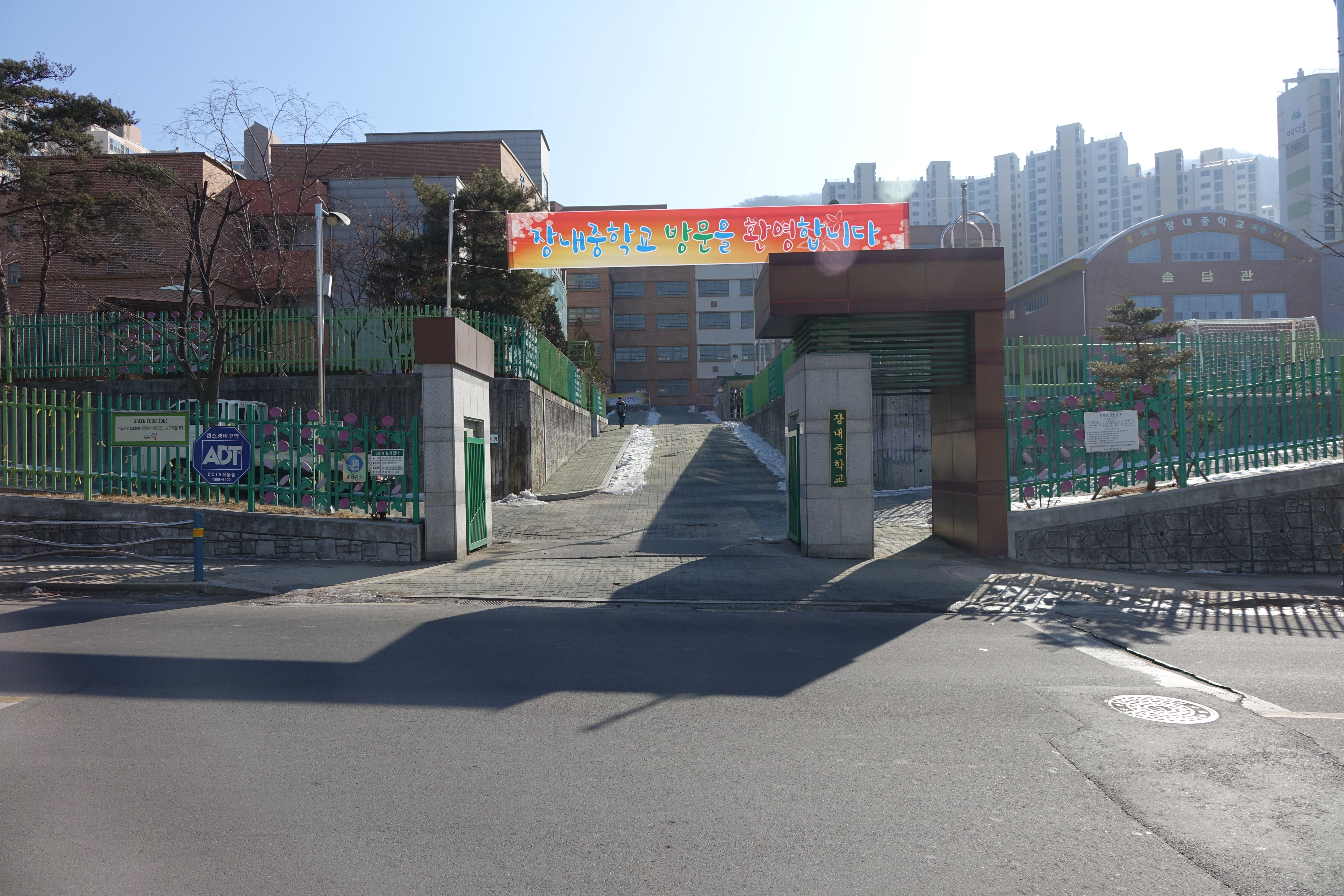
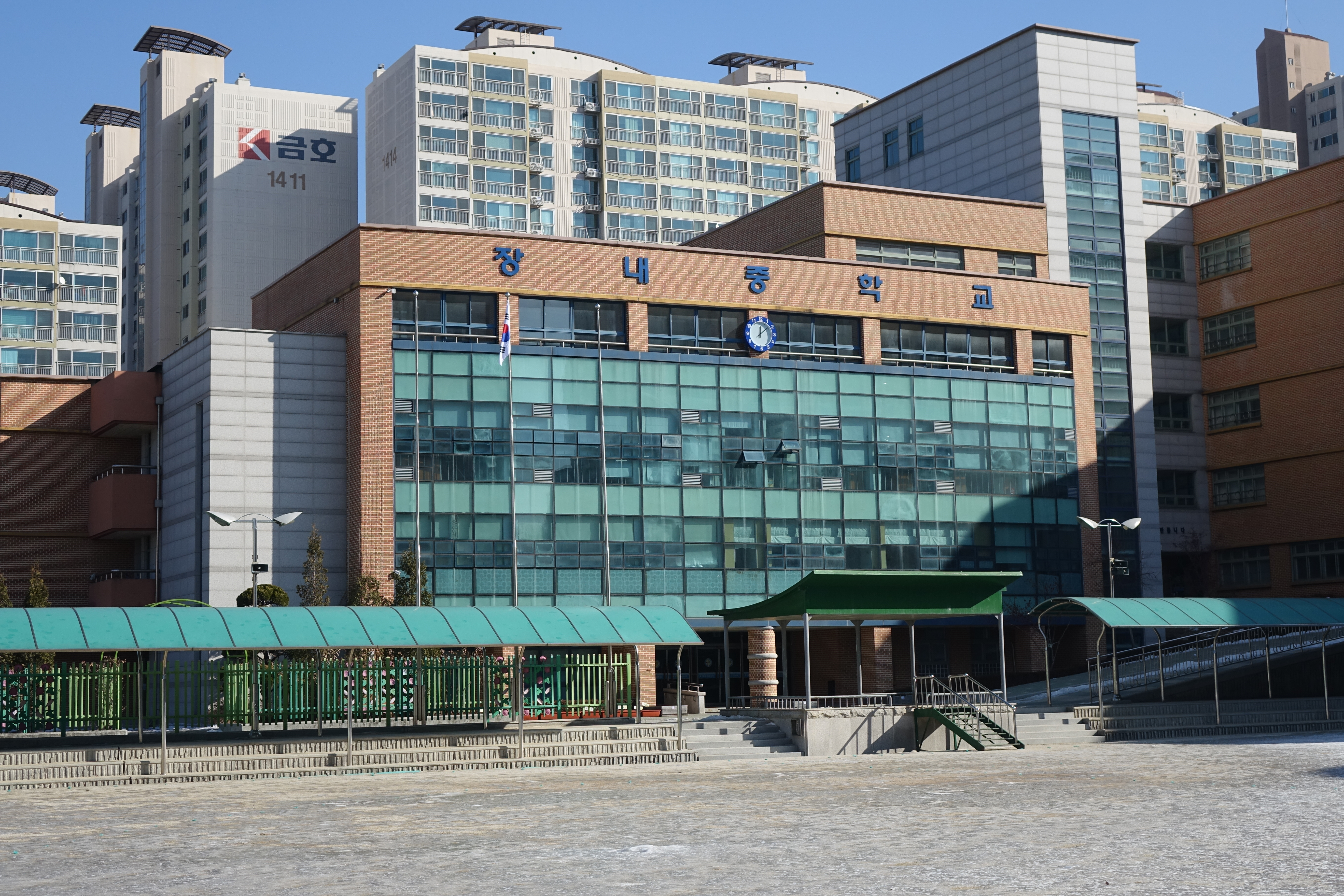
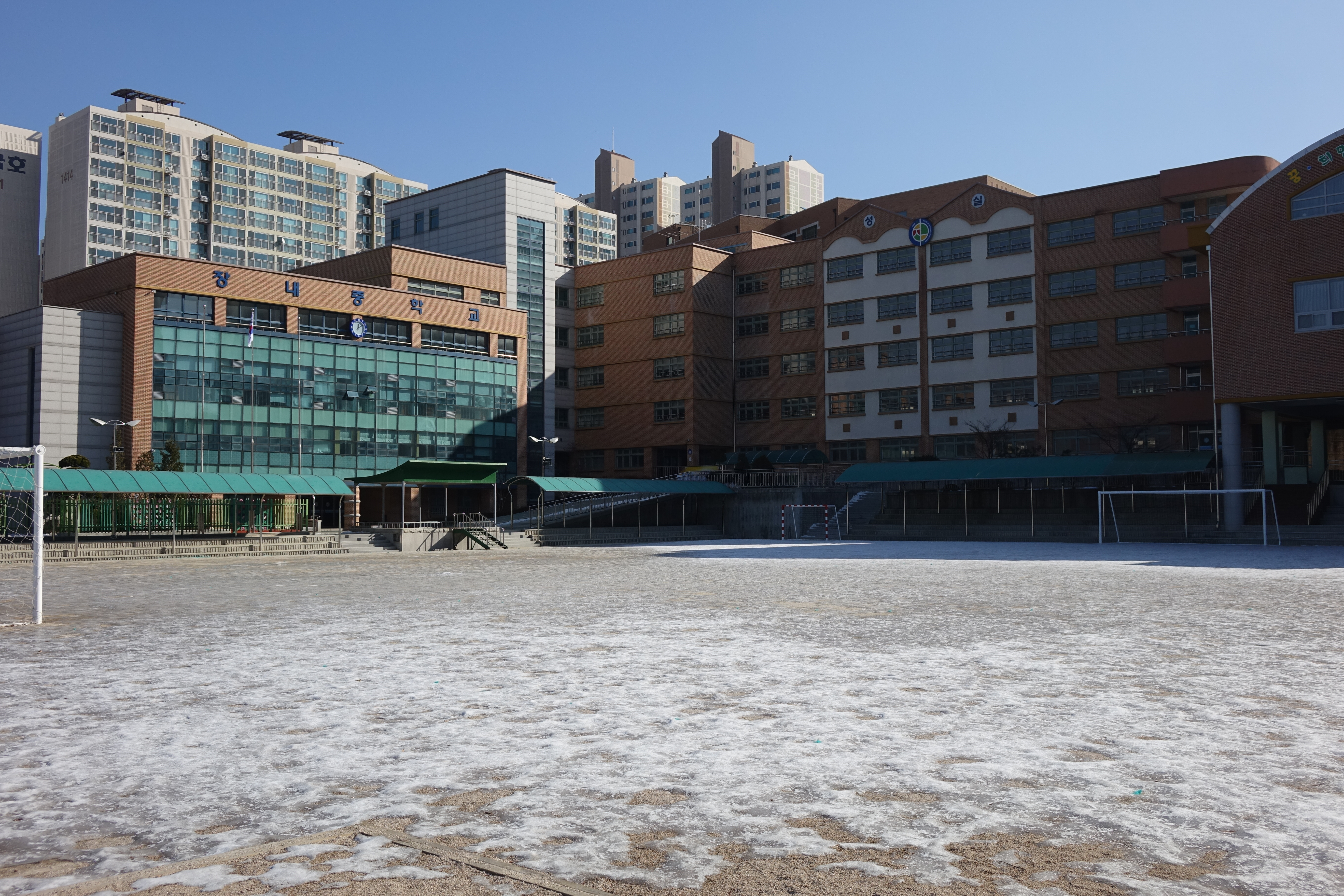
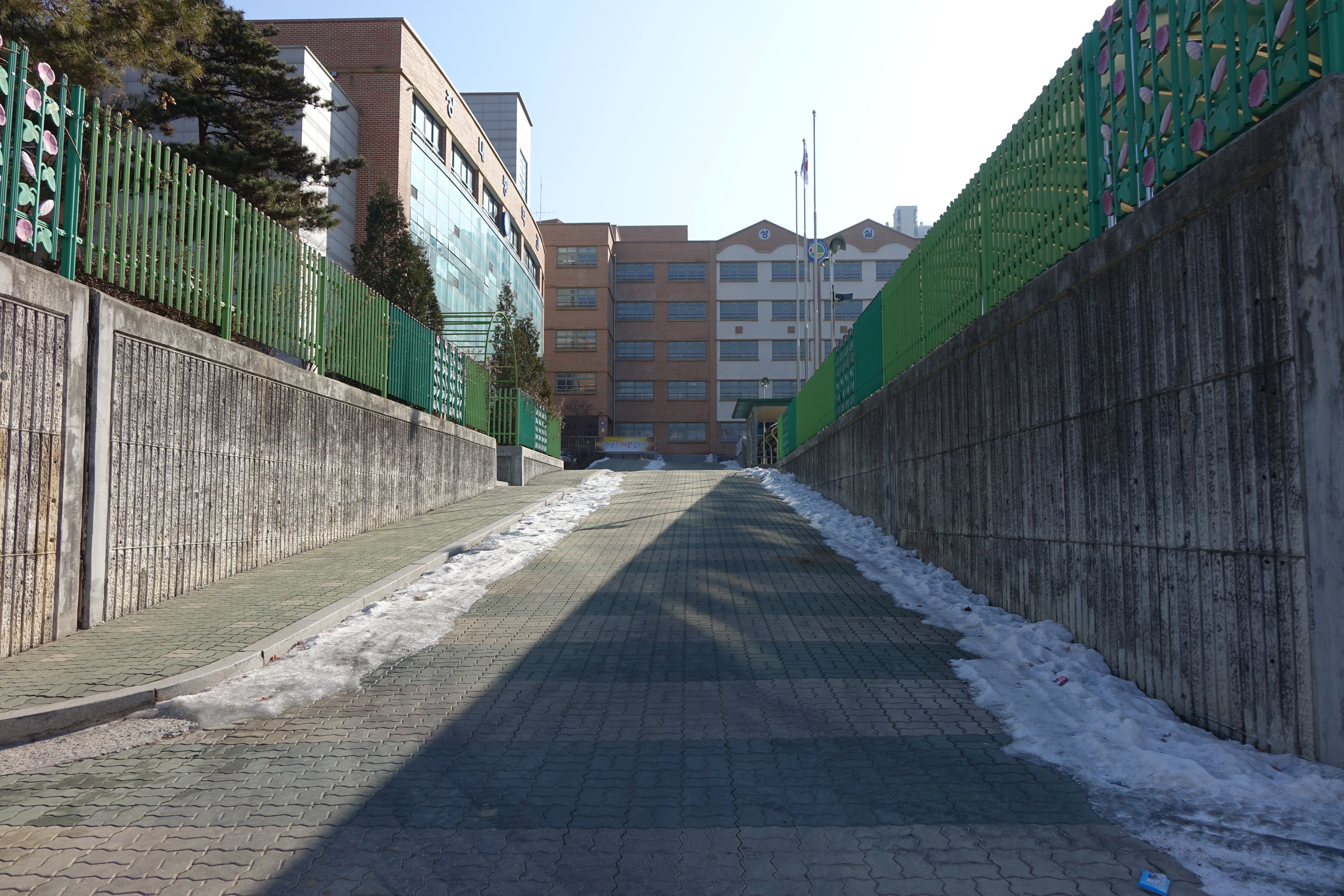

## 참고 자료
- 장내중학교 - 한국교육학술정보원 학교알리미